# Mühlenbach (Schwalm)
Der Mühlenbach ist ein 13,2 km langer, südöstlicher und orographisch rechter Zufluss der Schwalm im nordrhein-westfälischen Kreis Heinsberg, im Regierungsbezirk Köln.
Die Pflege und Unterhaltung des Mühlenbachs obliegt dem Schwalmverband, der in Brüggen seinen Sitz hat.

## Geographie

### Verlauf
Der Mühlenbach beginnt in der Ortsmitte von Herrath, einem Ortsteil von Mönchengladbach. Seine Quelle liegt auf etwa 77 m ü. NN. In seinem Einzugsgebiet liegen die Ortschaften Erkelenz-Mennekrath, die Stadtteile Mönchengladbachs Baum, Bucholz, Genholland, Genhausen, Herrath, Hilderath, Merreter, Knoor, Sittard, Schriefers und Woof und die Wegberger Stadtteile Ellinghoven, Gripekoven, Kipshoven, Mehlbusch, sowie Teile von Beeck und Beeckerheide. Der Mühlenbach unterquert aus Richtung Buchholz kommend die B 57 und läuft dann nordöstlich an der Ortslage Kipshoven vorbei. Auf dem Weg nach Merreter nimmt der Mühlenbach den Ahlsbruchgraben und wenig später den Sittardgraben in sein Gefüge auf. Vorbei an Gripekoven wird in Mönchengladbach-Gatzweiler der Weiher der Vollmühle durchflossen. Insgesamt werden auf dem weiteren Weg fünf Mühlenteiche passiert, bevor der Mühlenbach bei der Rickelrather Molzmühle auf etwa 53 m Höhe in den dort etwa von Süden kommenden Maas-Zufluss Schwalm mündet. Der Mühlenbach bildet zwischen Kipshoven und der Holtmühle die Grenze zwischen der Stadt Mönchengladbach und dem Kreis Heinsberg.

### Einzugsgebiet und Zuflüsse
Das Einzugsgebiet des Mühlenbachs ist 26,105 km² groß. Zu seinen Zuflüssen gehören mit orographischer Zuordnung (l = linksseitig, r = rechtsseitig), Gewässerlänge (flussabwärts betrachtet):
- Unbenannter Wasserlauf aus Buchholz (r; ca. 1 km)
- Ahlsbruchgraben (r; 2 km)
- Sittardgraben (r; 2,6 km)
- Bachmannsgraben (l; 1,4 km)

### Mühlen
Mühlen am Mühlenbach sind oder waren:
- Vollmühle in Rheindahlen-Gatzweiler
- Holtmühle in Wegberg-Holtmühle
- Buschmühle in Wegberg-Busch[5]
- Meismühle in Wegberg-Busch
- Schrofmühle (Museum) in Wegberg-Rickelrath[6]
- Molzmühle in Wegberg-Rickelrath[7]

## Geschichte
Der Mühlenbach war in früherer Zeit die Lebensader der mittelalterlichen Burg Gripekoven und ein wichtiger, gut wasserführender Bach, der zahlreiche Mühlen mit Wasser versorgte. Heute dient der Bachlauf in der Hauptsache der Oberflächenentwässerung. Der Mühlenbach wurde auch Alsbach oder Gripekovener Bach genannt. Während in der vergangenen Zeit der Mühlenbach durch natürlichen Quellen im Bereich vom Gripekoven sein Dasein begann, werden heutzutage erhebliche Mengen an Wasser über Rohrleitungen herangepumpt. Diese Sümpfungen ersetzen den Wasserverlust durch den Braunkohlenabbau.

## Fischaufstiegsanlage
Der Schwalmverband baut eine Fischaufstiegsanlage an der Molzmühle in Rickelrath. So die Meldung in der Presse am 2. März 2012. Ziel ist es, einen naturnahen Anschluss des Mühlenbachs an die Schwalm zu gestalten, damit Fische und andere Wasserorganismen einen barrierefreien Weg durch Schwalm und Mühlenbach finden. Man hofft, die Schwalm und ihre Nebenbäche wieder zum Lebensraum für ursprüngliche Fischarten wie Aal, Barbe, Döbel, Gründling und Barsch zu machen. Inzwischen ist die Anlage fertiggestellt.

## Galerie

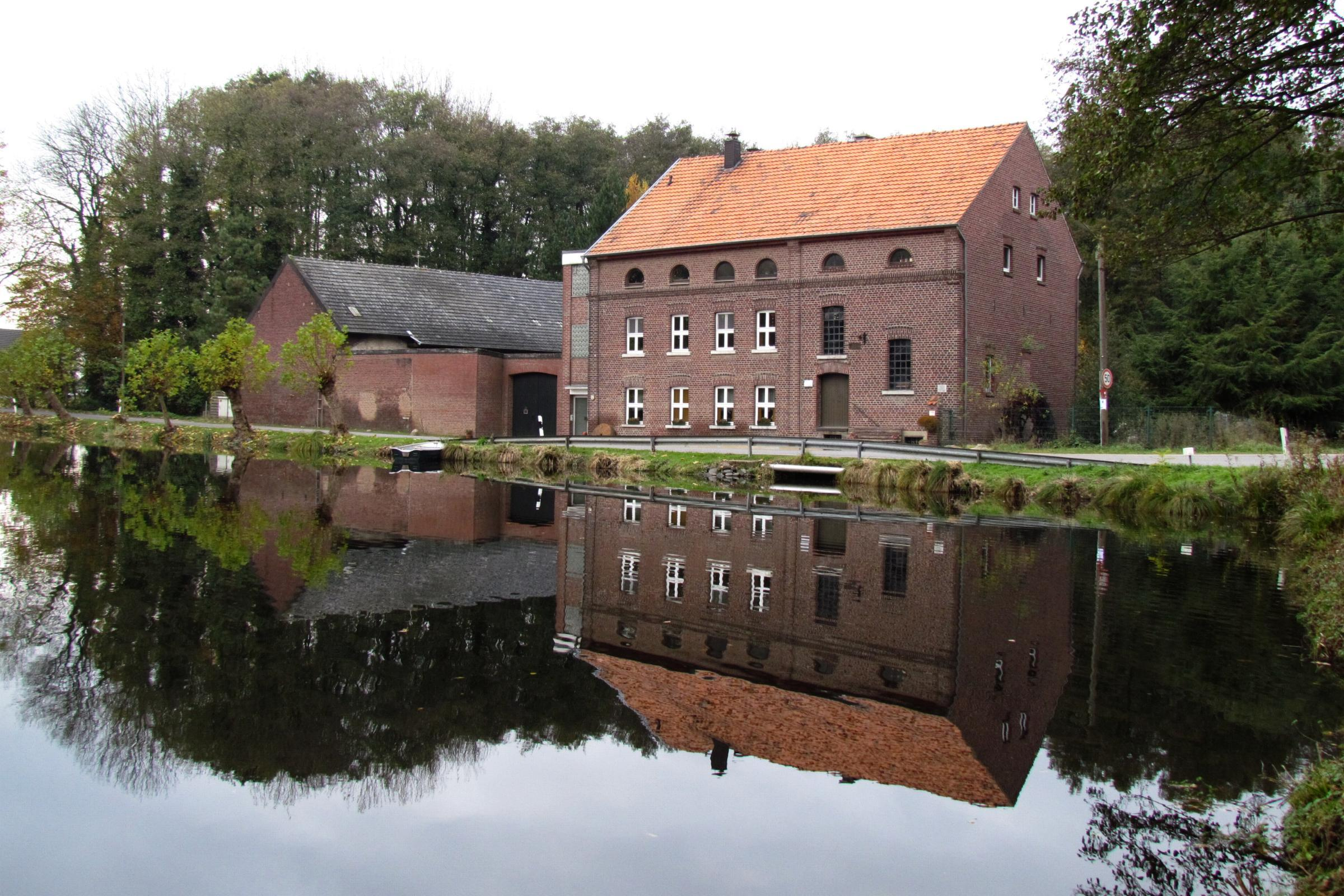
Die Buschmühle mit Weiher am Mühlenbach
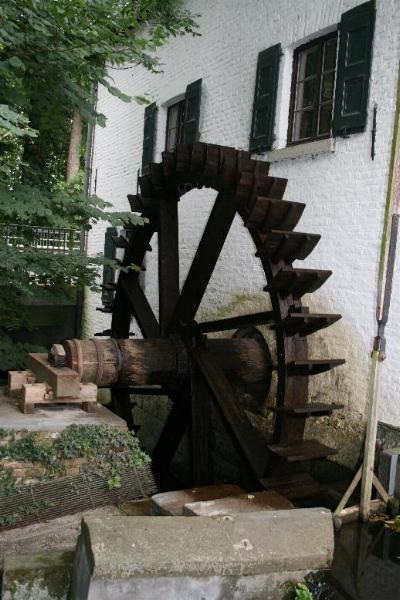
Das Wasserrad der Schrofmühle, heute ein Museum
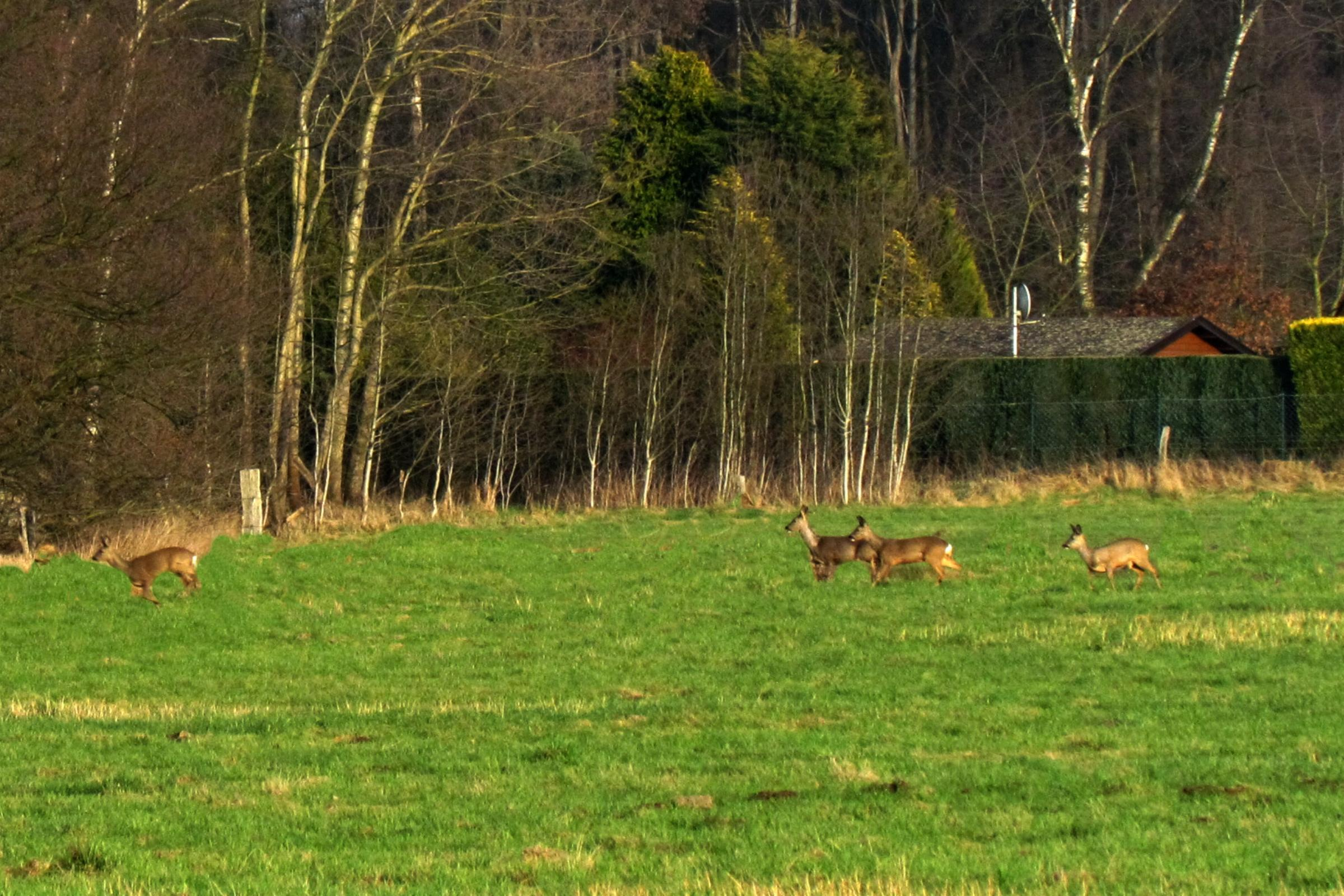
Auch Rehwild findet am Mühlenbach einen Platz
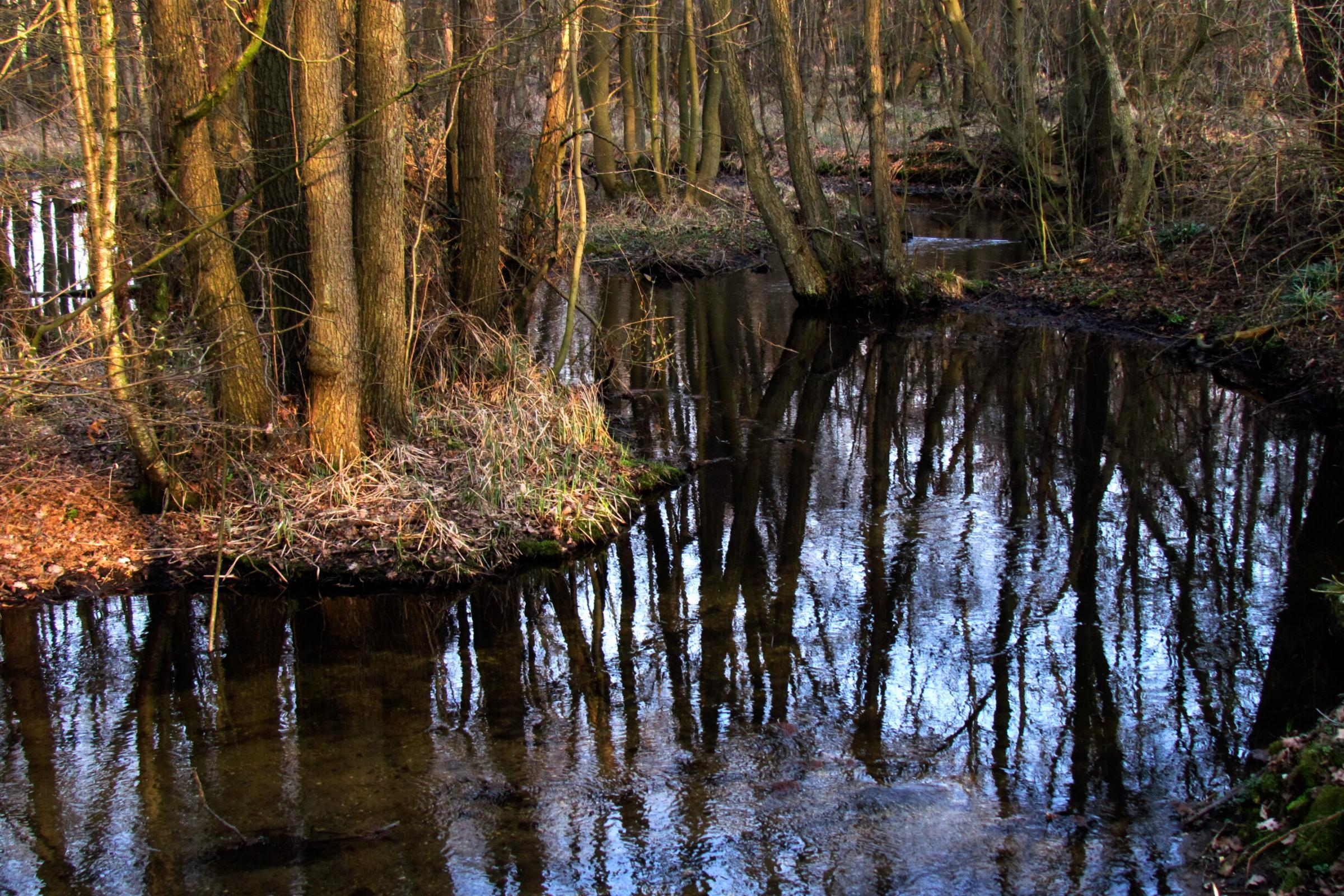
Mäandrierender Bachverlauf in der Nähe der Molzmühle
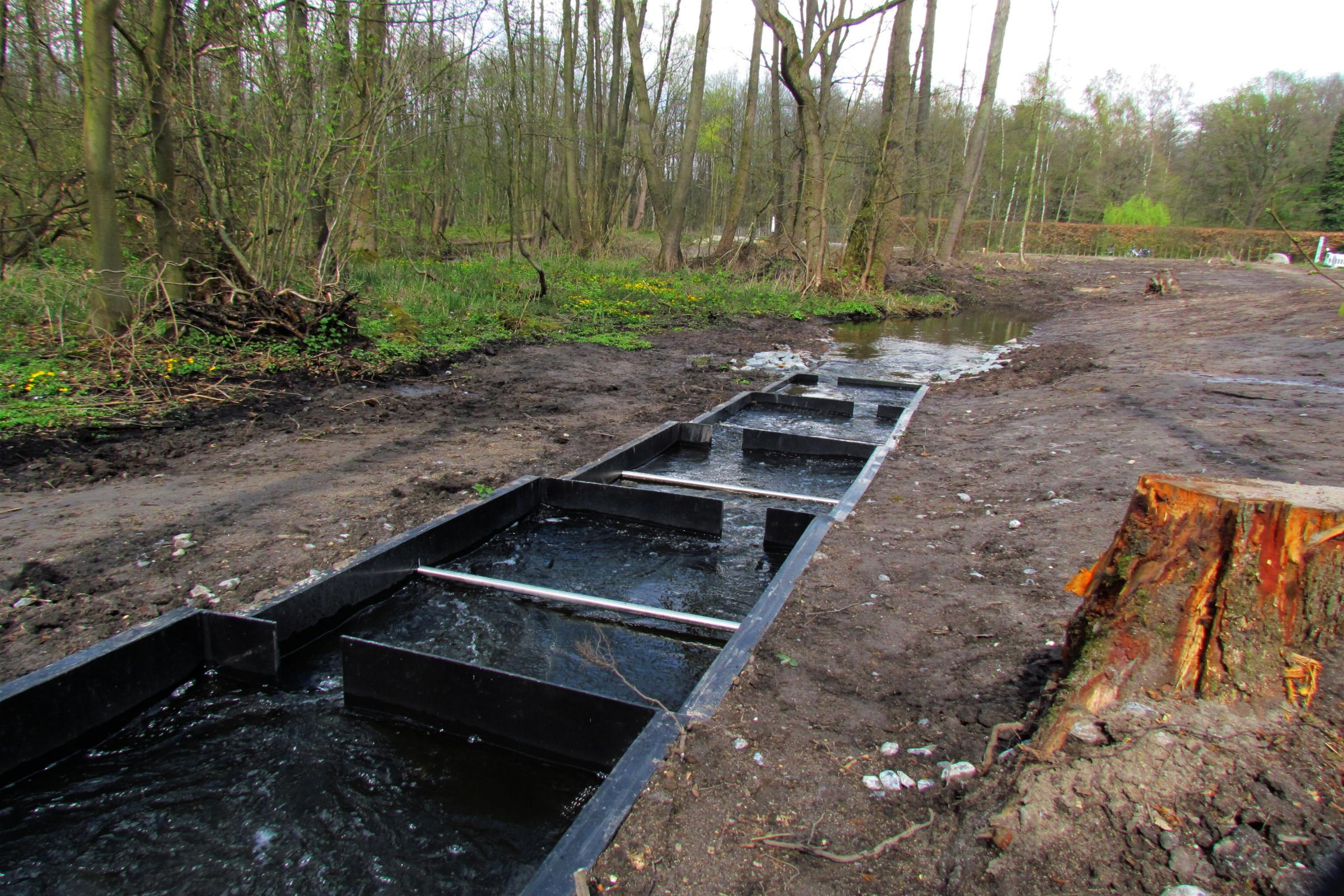
Neuangelegte Fischaufstiegsanlage zwischen Schwalm und Mühlenbach
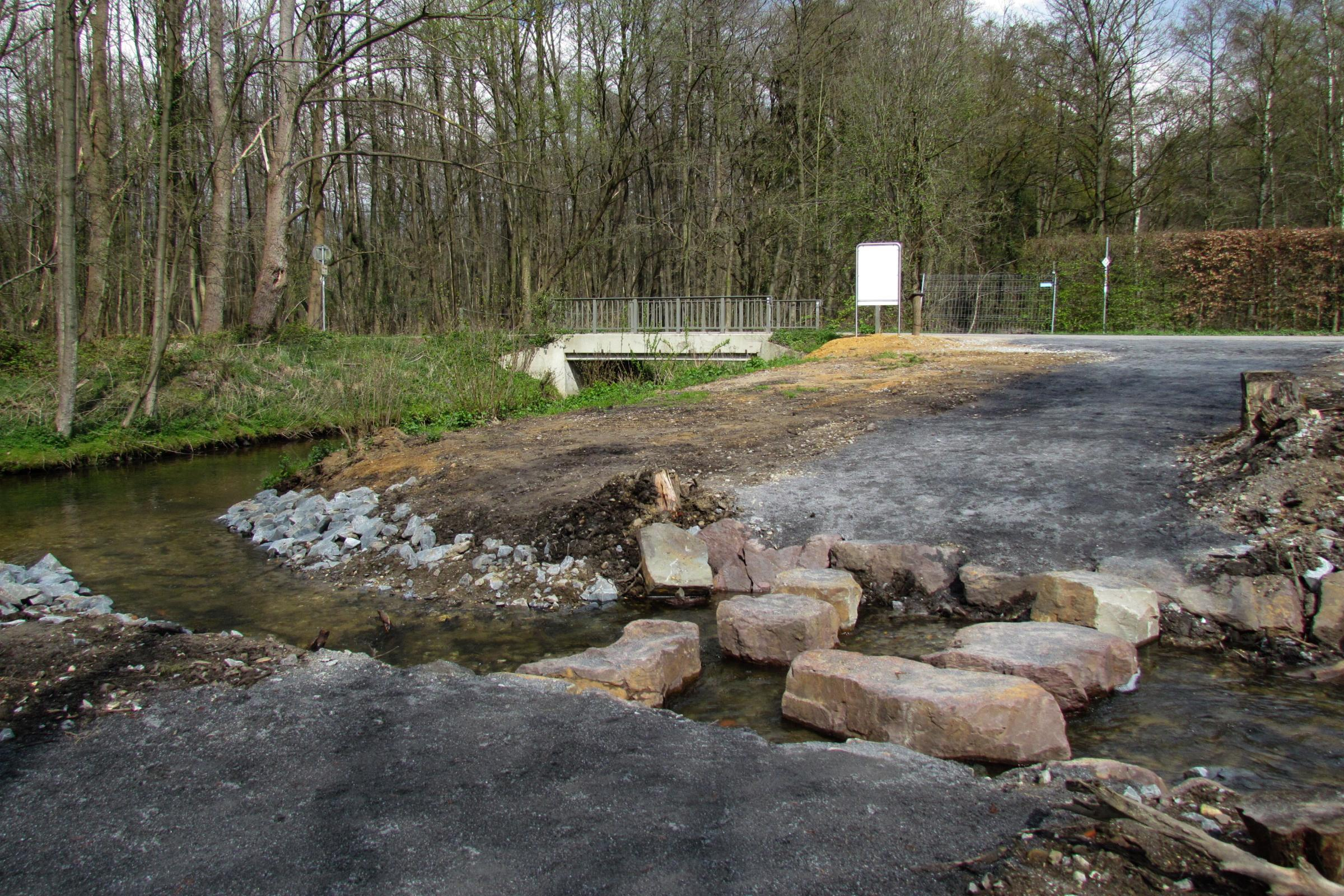
Beginn der Fischaufstiegsanlage Mühlenbach
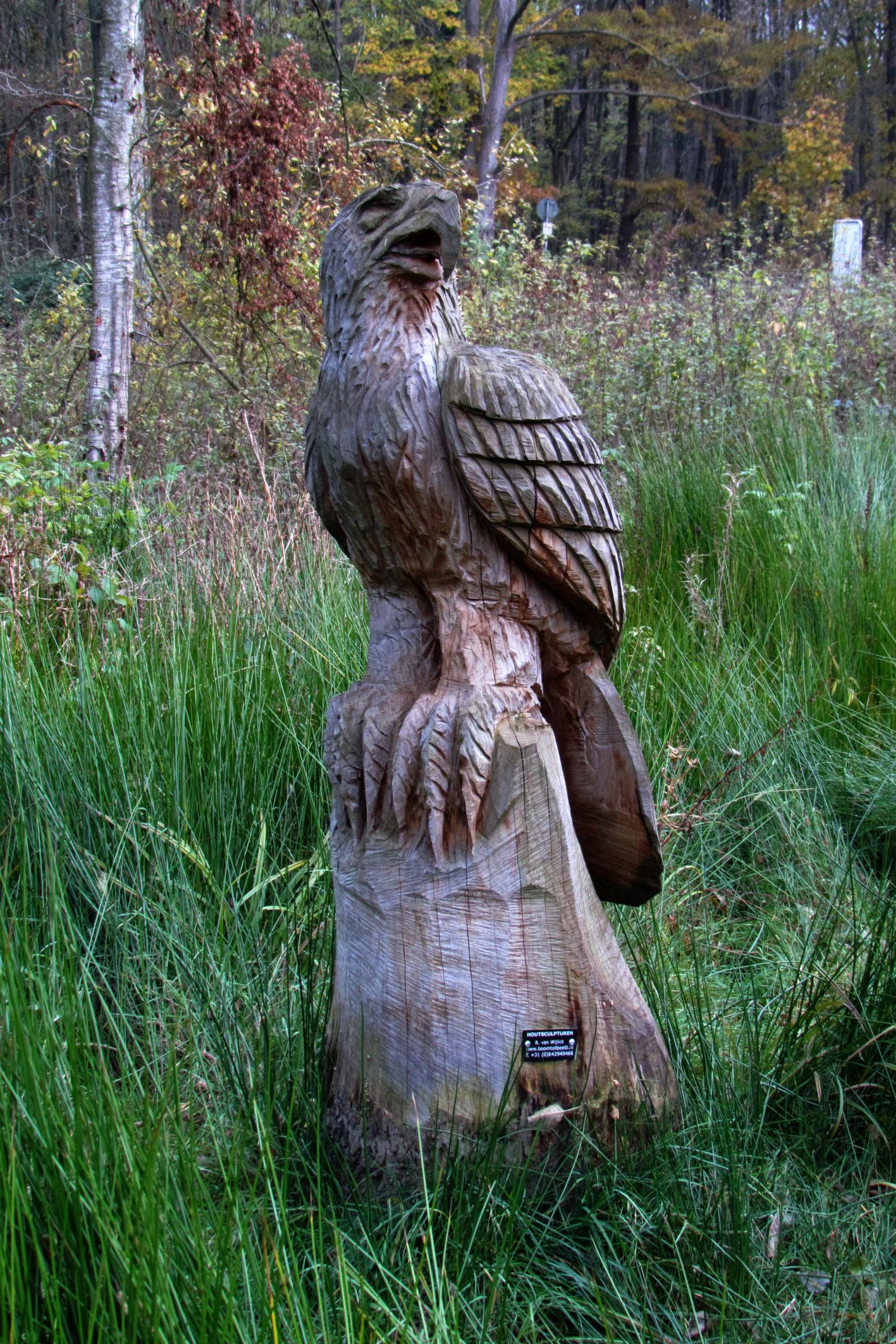
Schnitzkunst am Mühlenbach
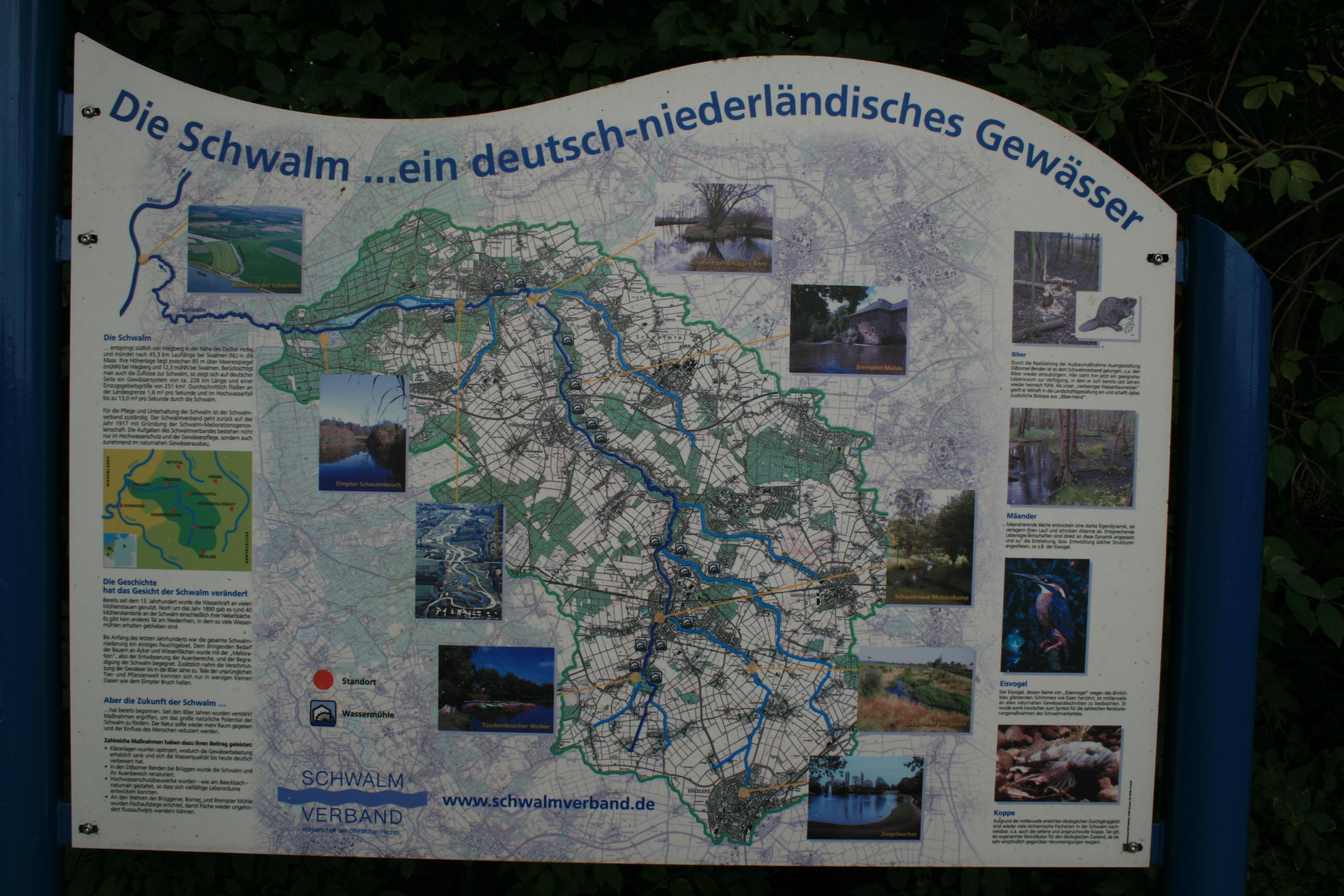
Infotafel an Mühlenbach und Schwalm
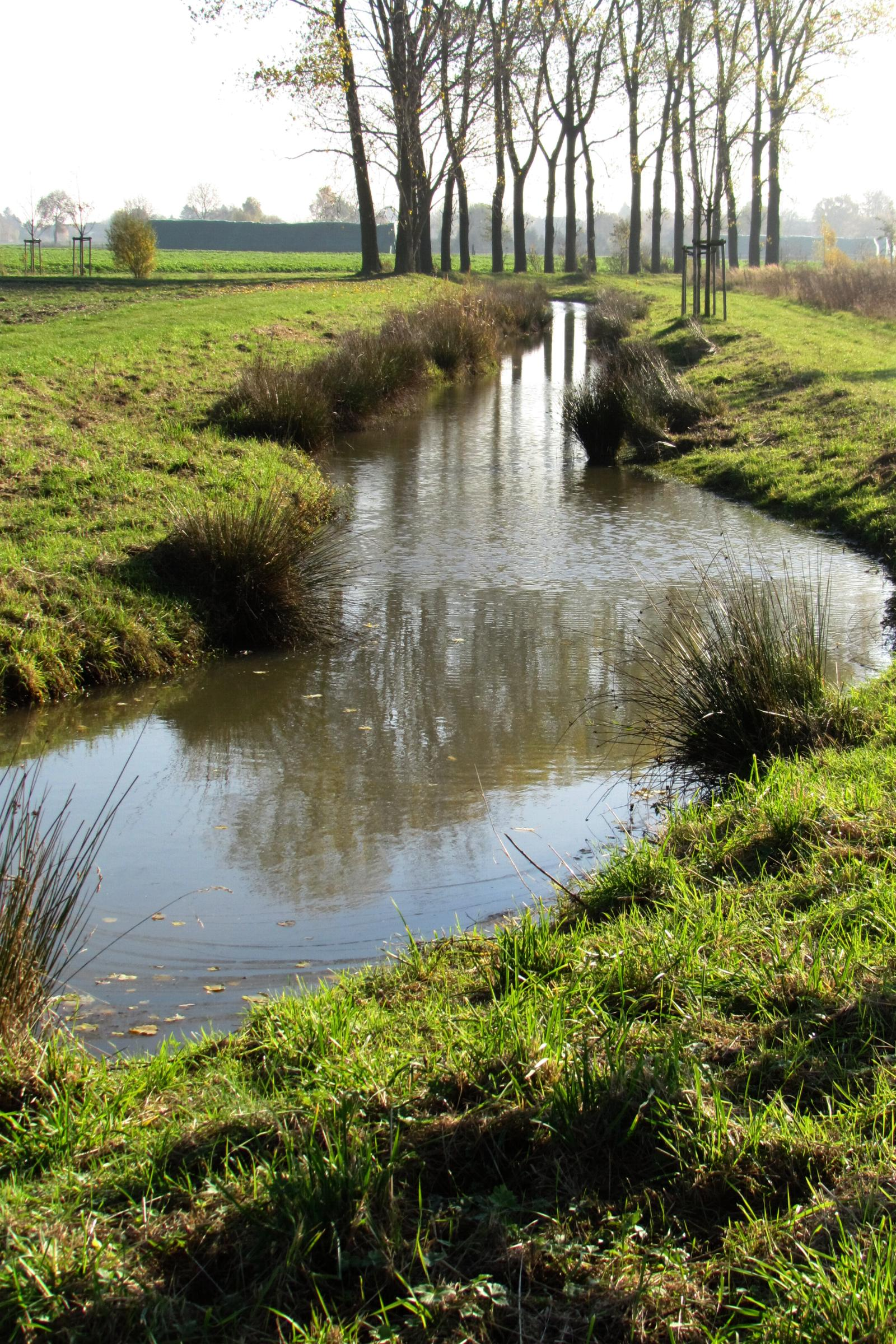
Feuchtbiotop in der Nähe der Ortschaft Herrath
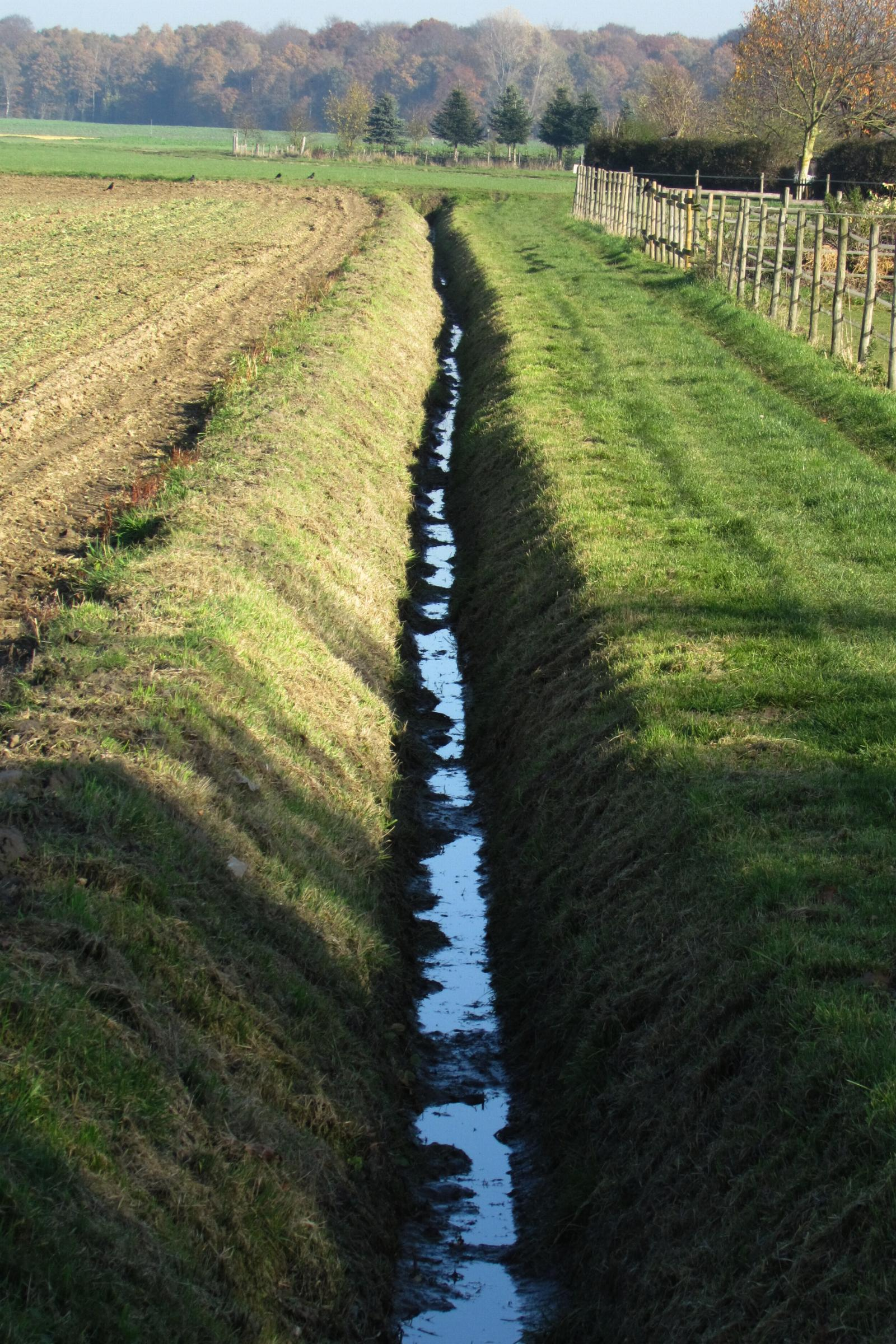
Der Mühlenbach als offener Bachlauf
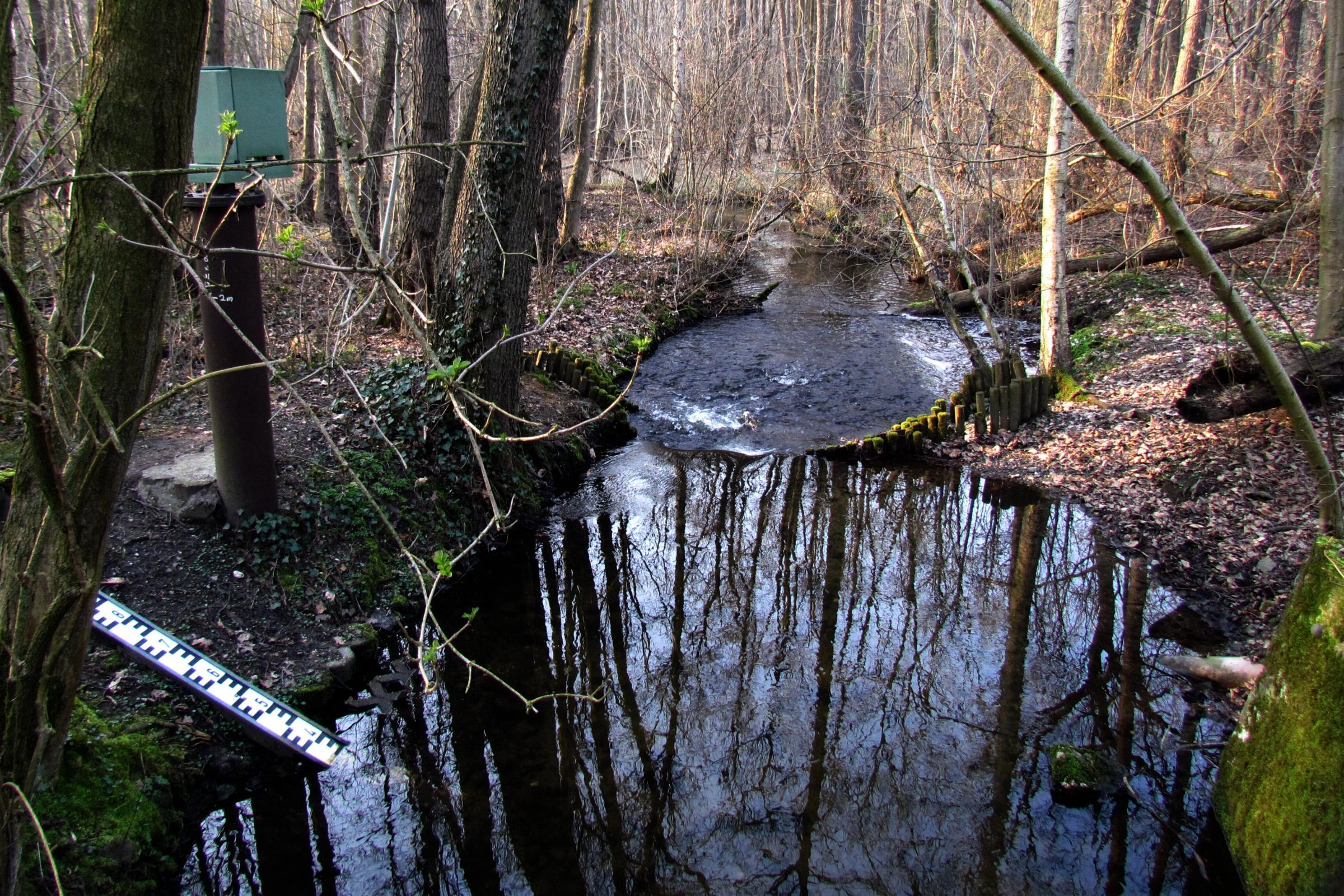
Pegelmessung am Mühlenbach
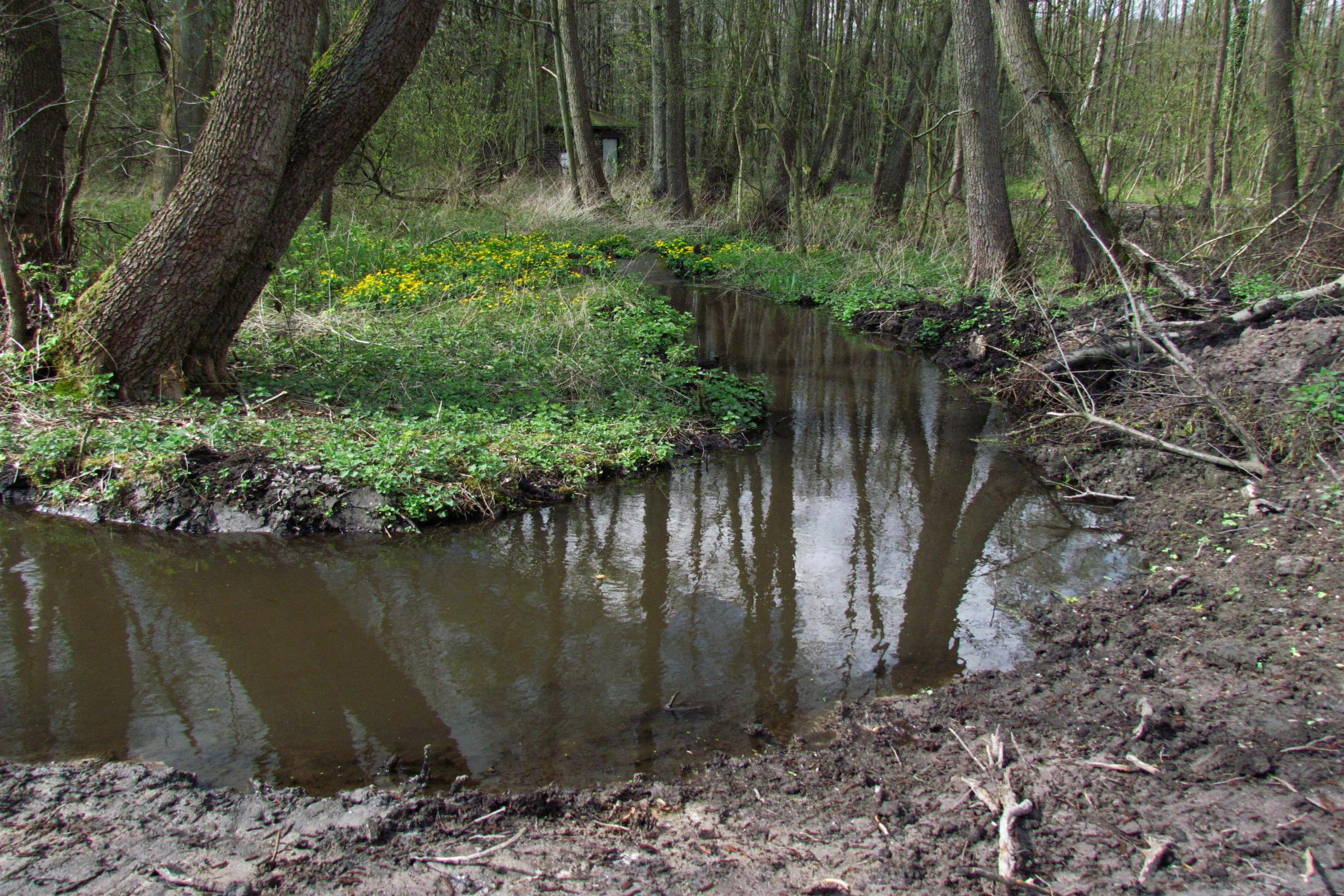
Der Mühlenbach als naturnaher Bach
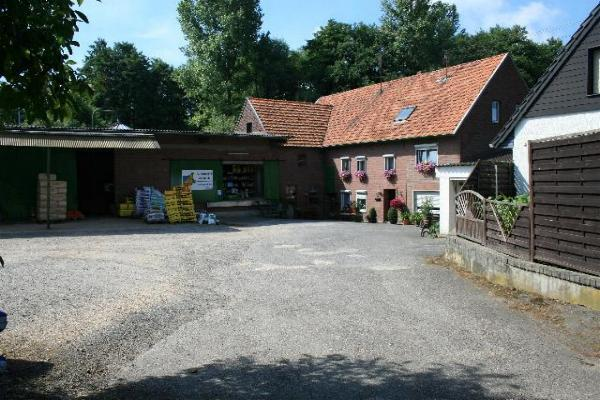
Die Vollmühle am Mühlenbach in Gatzweiler
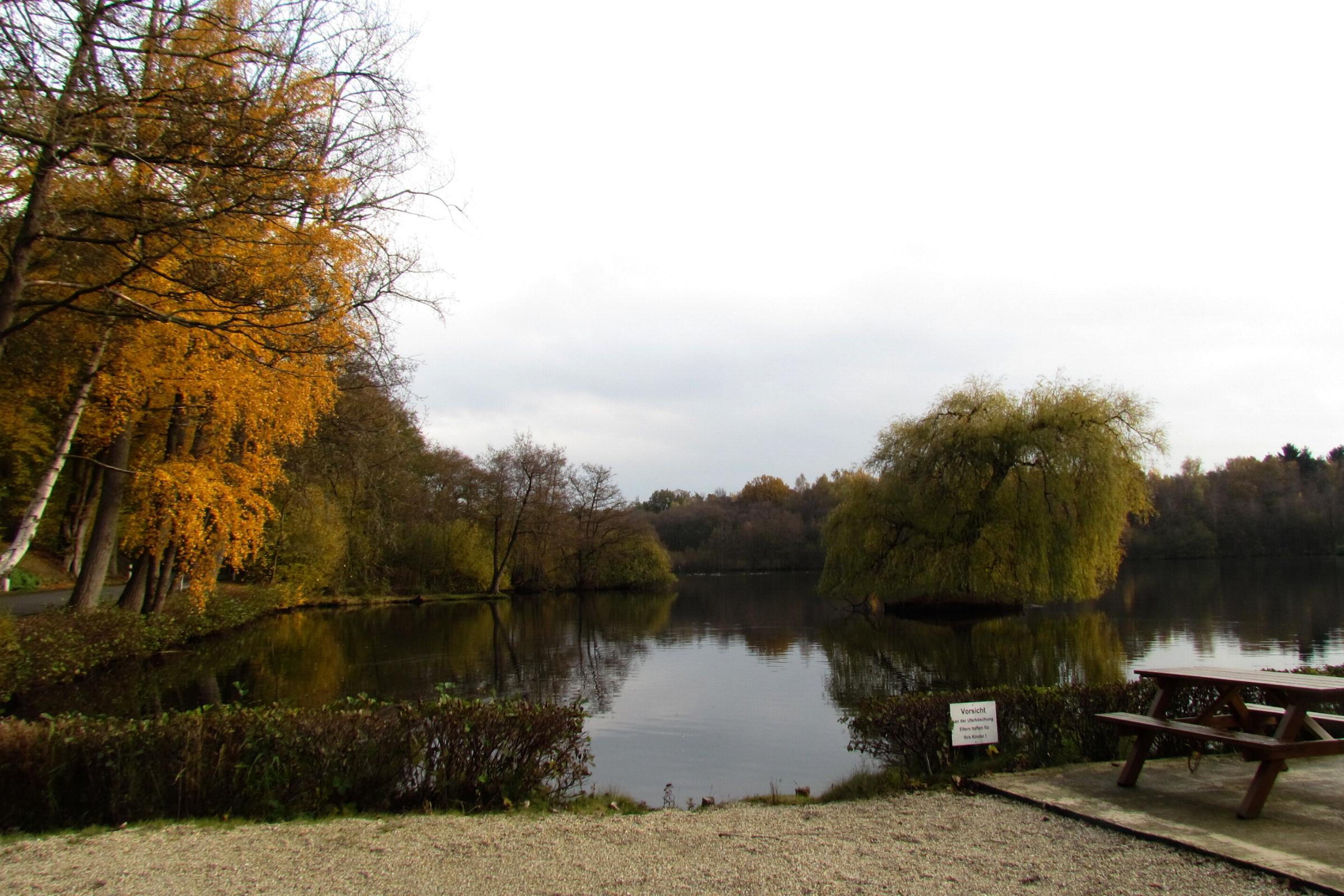
Der Weiher der Holtmühle wird vom Mühlenbach durchflossen
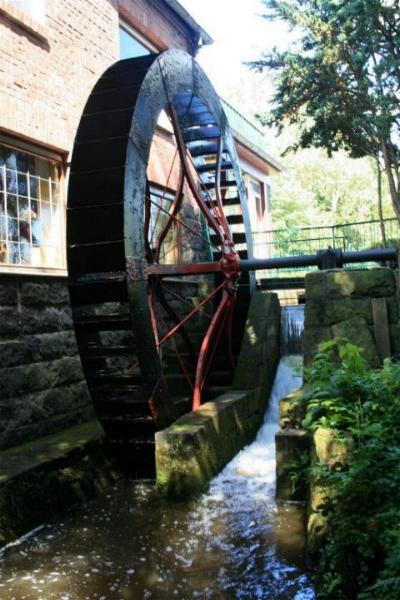
Das Wasserrad der Holtmühle
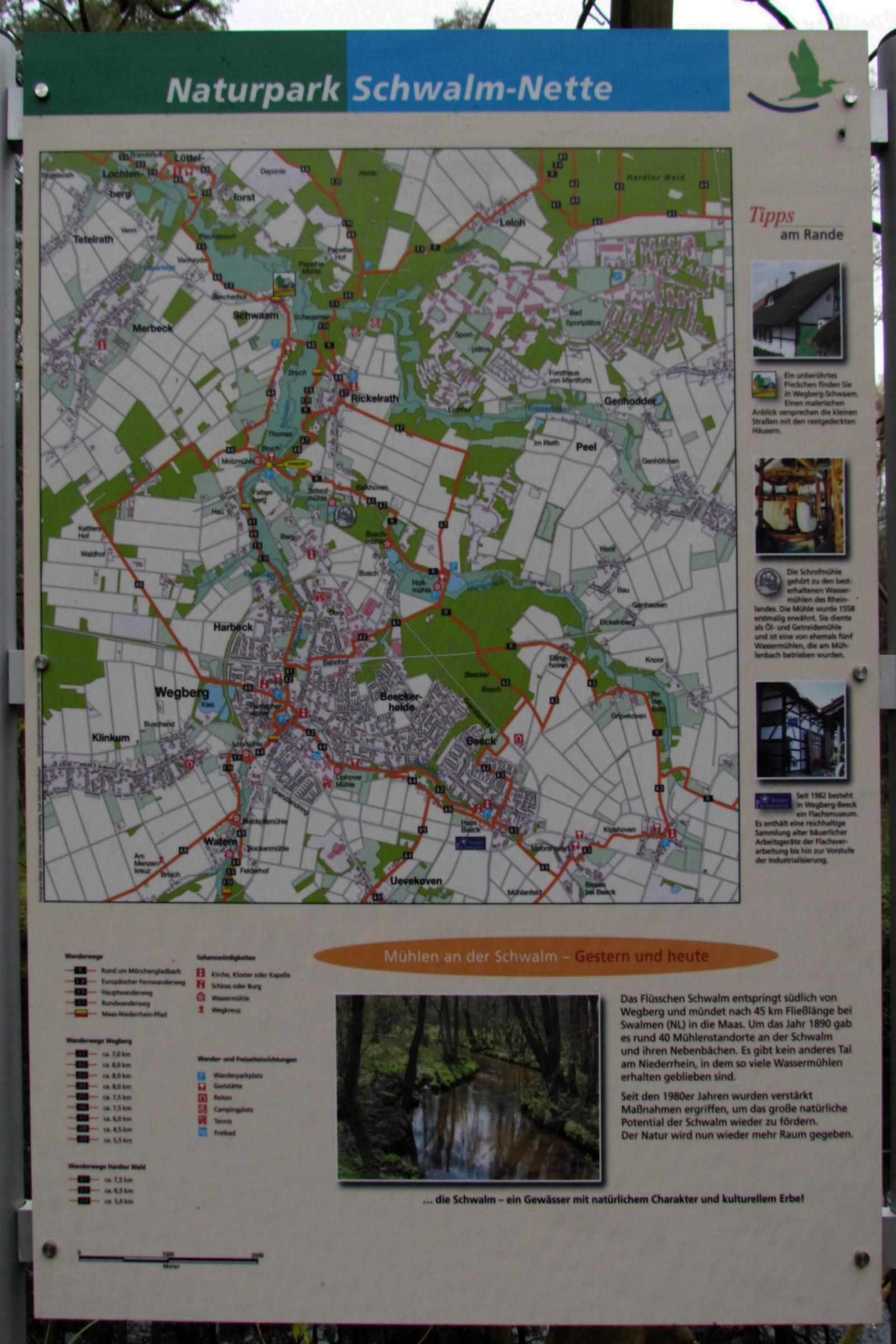
Infotafel im Naturschutzgebiet